# Felix Bowness
Felix Bowness (Harwell, 30 de março de 1922 – Woodley, 13 de setembro de 2009) foi um ator de comédia inglês.